# RegioJet
RegioJet — чеська залізнична пасажирська компанія зі штаб-квартирою в місті Брно, заснована 2009 року. RegioJet є дочірньою компанією Student Agency та партнером Keolis. З 2015 року RegioJet є також брендом автобусного транспорту, що експлуатується Student Agency та словацьким підрозділом RegioJet.
Компанія головним чином діє в Чехії та Словаччині, на сайті компанії RegioJet можна також придбати квитки на автобусні, залізничні та комбіновані маршрути територією Угорщини, Австрії, Німеччини.
З 2018 року, частково в співпраці з українськими партнерами, здійснює рейси з України до Словаччини та Чехії.

## Послуги та маршрути

### Чехія

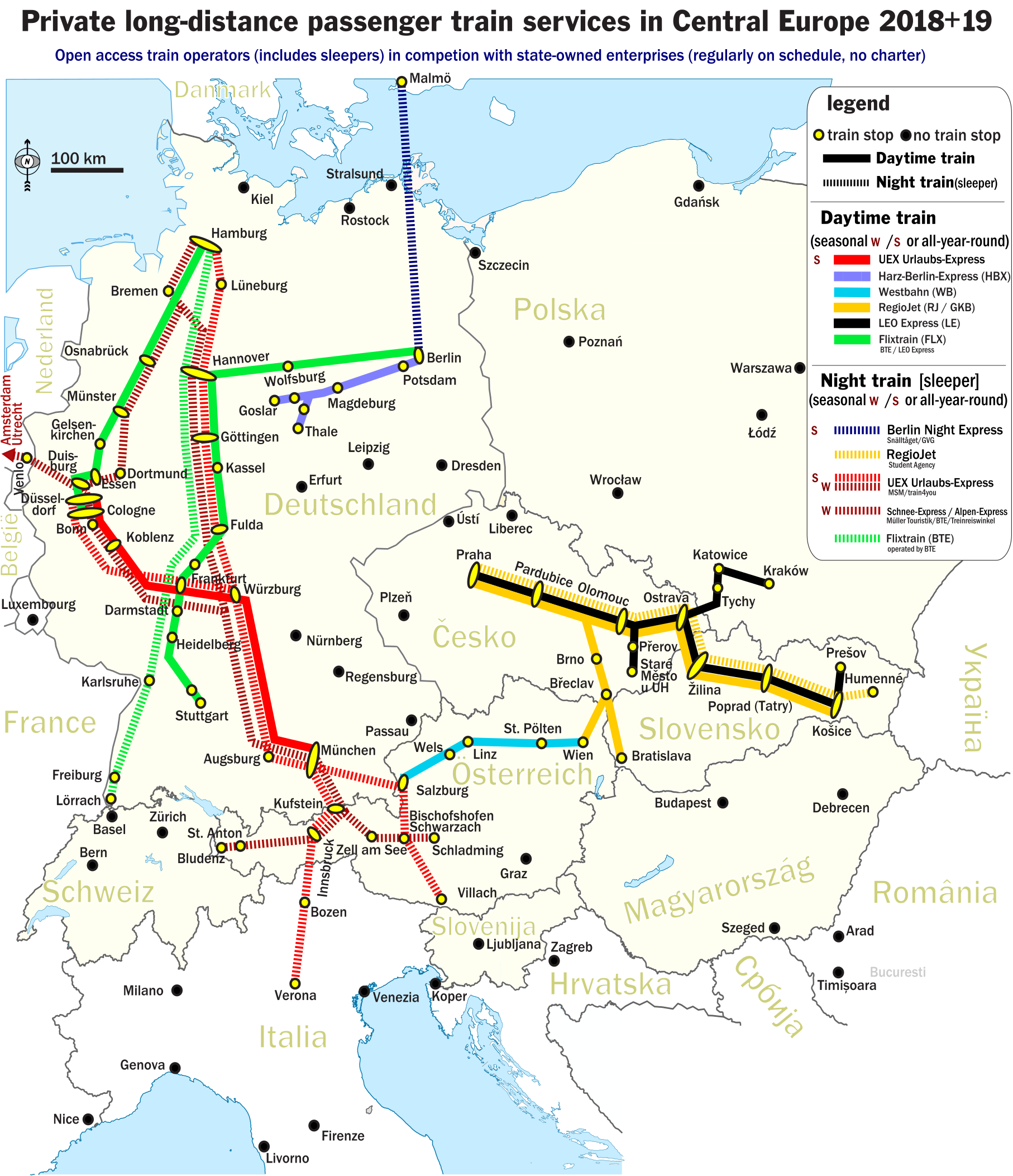
Карта маршрутів поїздів далекого сполучення. Сервіси Regiojet зазначені жовтим кольором.

У Чехії RegioJet експлуатує поїзди між містами Прага та Гавіржов, де деякі поїзди продовжують рух до Навсі, а два маршрути діють далі до Словаччини через Жиліну, один до Кошиці, а інший — до Мартіна. 14 червня 2015 року сервіс був розширений додаванням нічного поїзда між Прагою та Кошиці. Нічні поїзди RegioJet обладнані спальними вагонами.

### Словаччина
У січні 2011 року RegioJet виборов контракт на експлуатацію регіональних поїздів у Словаччині, на маршруті Комарно — Дунайська Стреда — Братислава. Після публічної промоції в лютому 2012 року, вони почали надавати послуги на цьому маршруті розпочалася 4 березня, порушивши монополію ZSSK у Словаччині. Компанія планує боротися за інші контракти, хоча наразі квитки на зазначений маршрут купити неможливо, а згідно з мапою маршрутів, місто Комарно компанією не обслуговується.
У квітні 2014 року RegioJet оголосив про запуск поїздів по маршруту Братислава — Жіліна — Кошиці з грудня 2014 року, а з 11 жовтня 2014 року почав працювати щоденний поїзд з Праги в Кошиці. З 14 грудня 2014 року RegioJet запустив три щоденні поїзди з Братислави на Кошиці та навпаки. Від 1 лютого 2017 року поїзди RegioJet за цим маршрутом не курсують.

### Австрія
З 10 грудня 2017 року RegioJet запустив чотири щоденні поїзди з Праги до Відня, і навпаки.

### Україна
У квітні 2018 компанія RegioJet оголосила про запуск комбінованого маршруту Мукачево — Ужгород — Кошиці — Прага. При цьому частина маршруту — з Мукачева й Ужгорода до Кошиць — буде забезпечена автобусами партнерських транспортних організацій — «Закарпатєвролінії» і SANYTOUR. Далі, з Кошиць до Праги подорожці пересуватимуться постійним нічним потягом. Компанія також запланувала достатній запас часу для здійснення пересадки.
27 березня 2024 року RegioJet запустить маршрут RJ 1020/1021 сполученням Чоп — Прага.

## Рухомий склад
RegioJet використовує в Словаччині 9 дизель-потягів Bombardier Talent з тримісними спальними купе. Компанією також було придбано 9 електровозів Škoda Class E630 у Ferrovie Nord Milano. Компанія придбала пасажирські вагони класів ABmz 30-70 (12 штук), Ampz 18-91 (8 штук) і Bmz 21-70 (6 штук) у Austrian Federal Railways. Вони були перевезені до Чехії на початку червня, а також на початку липня 2011 року, та були введені в експлуатацію у вересні 2011 року. Ці пасажирські вагони проходять технічне обслуговування в залізничному ремонтному заводі METRANS DYKO в місті Колін і фарбуються на потужностях OLPAS Moravia в місті Крнов.

### Залізничний рухомий склад Regiojet (таблиця)
| Клас   | Тип     | Зображення | Прізвисько                    | Роки випуску | Компанія    | Примітки                                                                                    | Використання на маршрутах                                          |
| ------ | ------- | ---------- | ----------------------------- | ------------ | ----------- | ------------------------------------------------------------------------------------------- | ------------------------------------------------------------------ |
| 162    | 98E     |            | Peršing                       | 1984 — 1992  | Škoda Works | Закуплено в Італії та модифіковано з класу 163 до 162 для збільшення максимальної швидкості | Прага — Пардубице — Острава — Жиліна — Кошиці                      |
| 193(D) | Vectron |            | Garfield                      | 2010 — досі  | Siemens     | В лізингу від ELL                                                                           | Братислава — Кошиці, Прага — Пардубице — Острава — Жиліна — Кошиці |
| 642(D) | Desiro  |            |                               |              | Siemens     | В лізингу                                                                                   | Братислава — Дунайська Стреда — Комарно                            |
| 643(D) | Talent  |            |                               | 1994 — досі  | Bombardier  |                                                                                             | Братислава — Дунайська Стреда — Комарно                            |
| 721    | T 458.1 |            | Velký Hektor (Великий Гектор) | 1961 — 1971  | ČKD         | Тільки 721.151, відновлено в Нюмбурку                                                       | В депо RJ -> Прага                                                 |

### Галерея

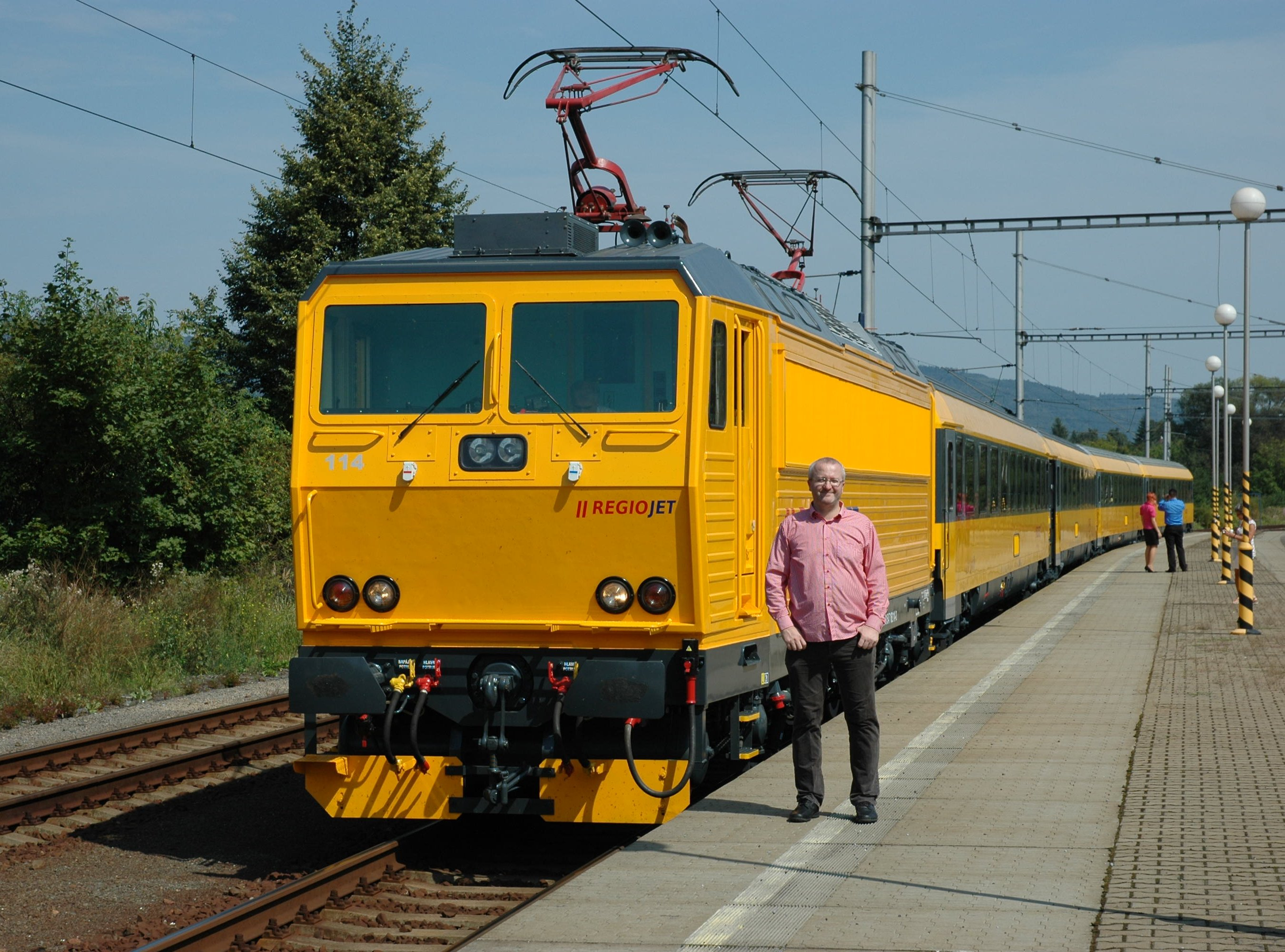
Генеральний директор RegioJet Радім Янчура біля потяга, що обслуговує маршрут Гавіржов - Прага
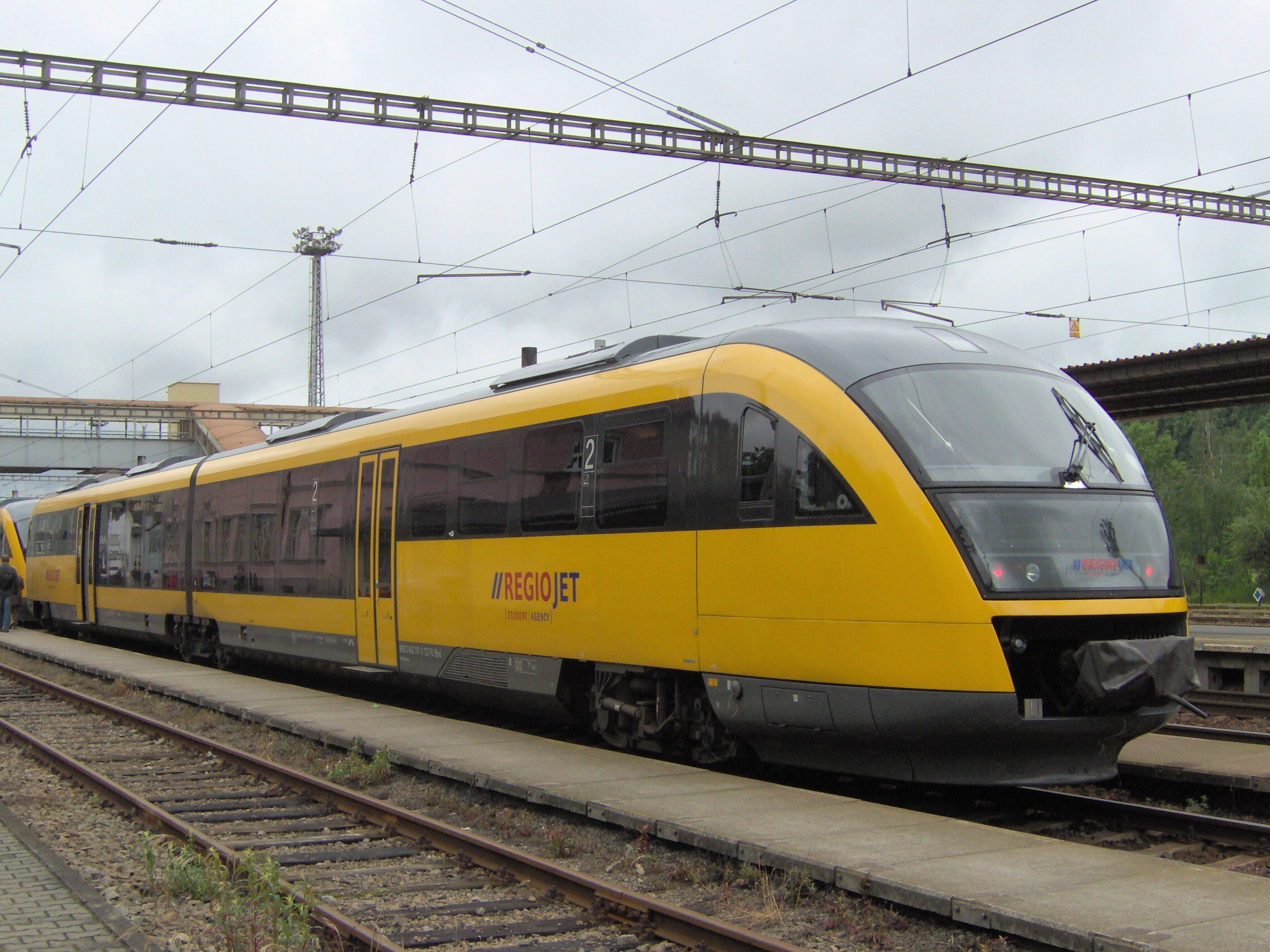
Локомотив Desiro в місті Скаліце-над-Світавою
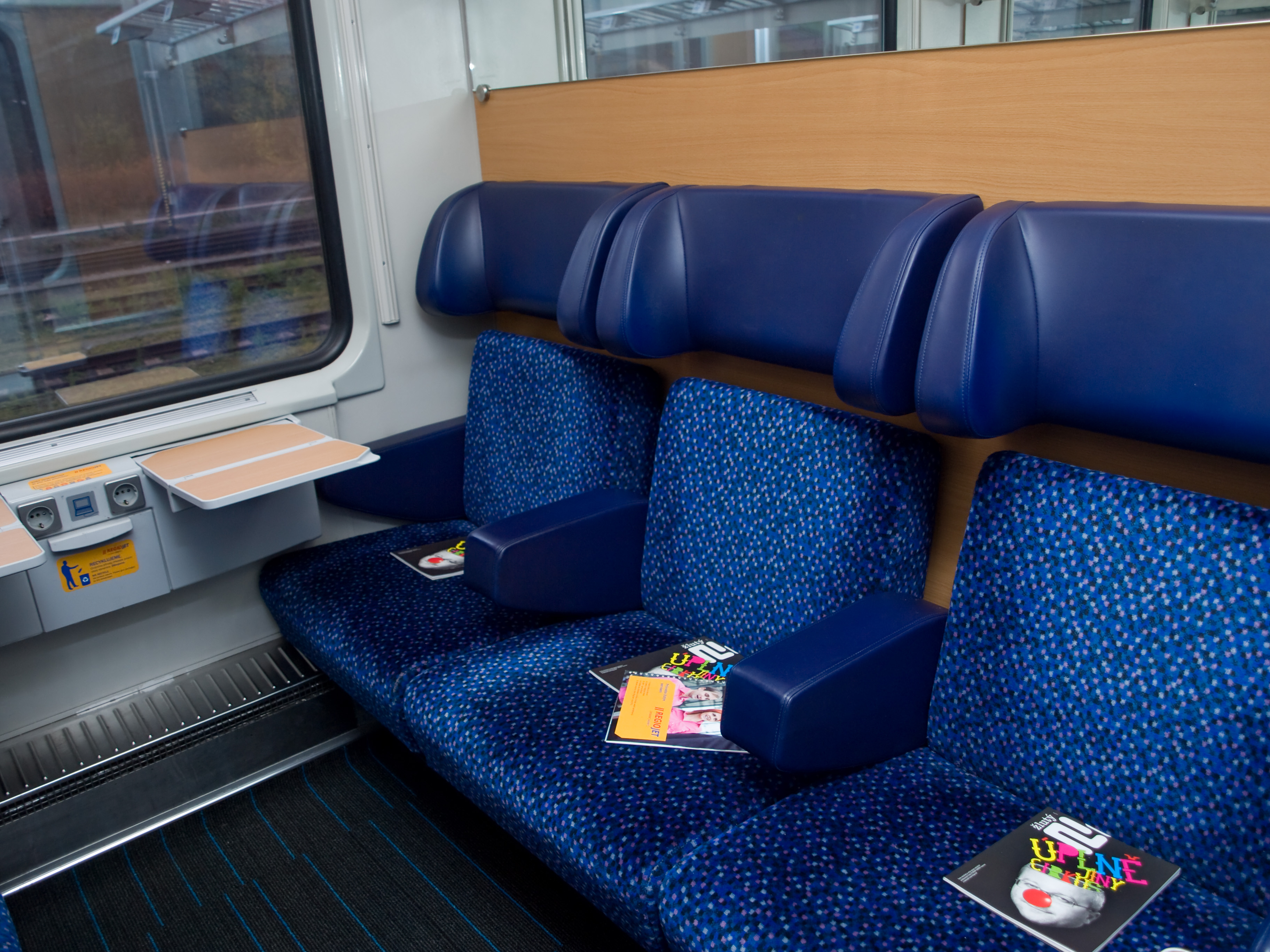
Купе класу «Standard» з м'якою тканинною оббивкою
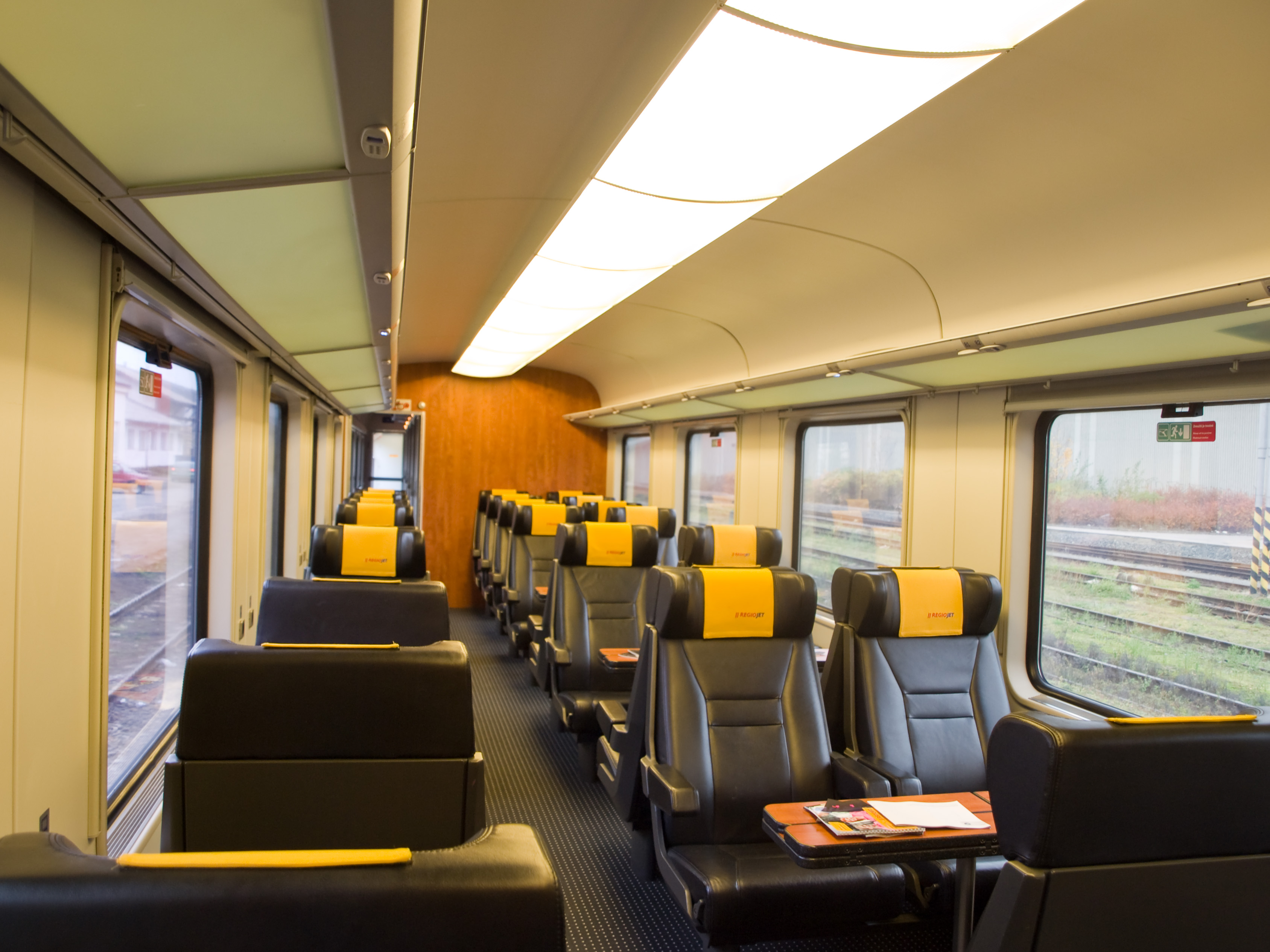
Вагон класу «Relax»
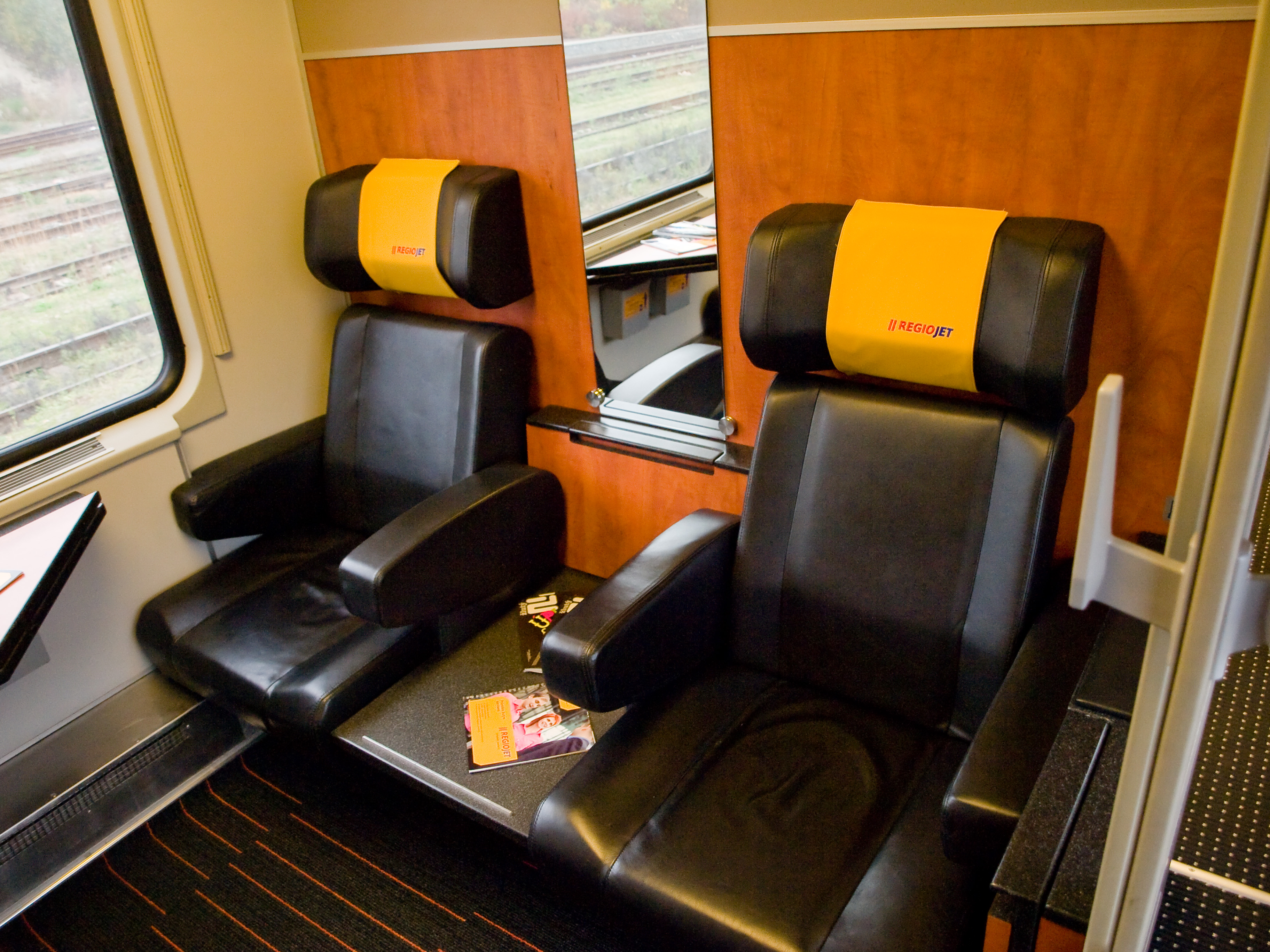
Купе бізнес-класу